# Жвікеле
Жвікеле (пол. Żwikiele) — село в Польщі, у гміні Пунськ Сейненського повіту Підляського воєводства.
Населення — 156 осіб (2011).
У 1975-1998 роках село належало до Сувальського воєводства.

## Демографія
Демографічна структура станом на 31 березня 2011 року:
|          | Загалом | Допрацездатний вік | Працездатний вік | Постпрацездатний вік |
| -------- | ------- | ------------------ | ---------------- | -------------------- |
| Чоловіки | 91      | 19                 | 63               | 9                    |
| Жінки    | 65      | 6                  | 47               | 12                   |
| Разом    | 156     | 25                 | 110              | 21                   |